# 로빈슨 가족
《로빈슨 가족》(영어: Meet the Robinsons)은 월트 디즈니 애니메이션 스튜디오에서 제작한 2007년 미국 SF 코미디 드라마 애니메이션 영화이다.

## 줄거리
2007년, 과학자를 꿈꾸는 12세 고아 소년 루이스는 입양되기를 원한다. 하지만 그의 활기 넘치는 행동과 오작동하는 발명품들은 잠재적 양부모들을 자주 겁먹게 하고, 그래서 그는 갓난아기 때 자신을 고아원에 맡긴 친어머니를 찾아나서기로 결심한다. 이를 위해 그는 자신의 기억을 스캔하고 어머니를 식별하는 데 도움을 줄 "기억 스캐너"라는 발명품을 고안한다.
루이스는 기억 스캐너를 학교의 사이언스 페어에 가져가고, 그곳에서 미래에서 왔다고 주장하는 미스터리한 소년 윌버 로빈슨을 만난다. 윌버는 시간을 훔친 자각 있는 로봇 중산모자(별명 "중산모자 남자")를 쓴 키 큰 남자에 대해 경고한다. 루이스의 발표 중에 중산모자 남자의 모자로봇 도리스는 비밀리에 기억 스캐너를 오작동시켜 사이언스 페어를 혼란에 빠뜨린다. 루이스가 페어를 떠난 후, 중산모자 남자는 기억 스캐너를 훔쳐 인벤코 랩스라는 발명 회사에 자신의 것으로 팔려고 한다.
고아원으로 돌아온 윌버는 루이스를 두 번째 타임머신에 태워 기술적으로 매우 발전된 2037년으로 데려가 기억 스캐너를 고치도록 동기를 부여하려 한다. 그러나 루이스는 타임머신을 사용하여 단순히 과거로 돌아가 어머니가 자신을 포기하는 것을 막을 수 있다고 이론화하고, 소년들 간의 말다툼으로 타임머신이 추락한다. 윌버는 루이스에게 타임머신을 고쳐달라고 부탁하고, 루이스는 그 후 윌버가 자신을 어머니에게 데려다준다는 조건으로 동의한다.
로빈슨 가족의 집에서 루이스는 윌버의 아버지이자 그 시대 기술의 발명가인 코닐리어스를 제외한 가족 전부를 만난다. 코닐리어스는 출장 중이다. 방문 내내 로빈슨 가족은 "계속 전진하라"는 좌우명을 강조하며 루이스가 실수로부터 배우도록 격려한다. 한편, 루이스를 따라온 중산모자 남자와 도리스는 그를 납치하려 하지만, 로빈슨 가족에 의해 저지된다. 가족은 나중에 루이스를 입양하겠다고 제안하지만, 그가 과거에서 왔다는 것을 알게 되자 마음을 바꾼다. 윌버는 루이스에게 어머니에게 데려다주겠다고 거짓말했음을 인정하고, 루이스는 역겨움을 느끼며 도망친다.
루이스는 중산모자 남자를 만나고, 그는 루이스를 어머니에게 데려다주겠다고 제안한다. 얼마 지나지 않아 중산모자 남자는 루이스가 윌버의 아버지이며, 자신은 루이스의 룸메이트 구브의 성인 버전이라고 밝힌다. 구브는 루이스가 기억 스캐너 작업에 끊임없이 매달린 것이 간접적으로 피곤한 구브가 리틀 리그 베이스볼 경기에서 지게 만들면서 루이스에게 원한을 품게 되었다. 결국 구브는 버려진 실패작 로빈슨 발명품인 도리스를 만나고, 둘은 팀을 이루어 루이스의 삶을 망치기로 결심한다.
루이스를 미래에 남겨두고, 그들은 과거로 돌아가 계획을 실행하여 기억 스캐너를 성공적으로 팔고 헬핑 모자를 대량 생산한다. 그러나 도리스는 구브를 처리하고 헬핑 모자를 사용하여 인류를 노예로 만들고, 윌버를 존재하지 않게 만들고 미래를 디스토피아로 바꾼다. 루이스는 두 번째 타임머신을 수리하고 과거에서 구브와 도리스와 대면하여, 도리스를 발명하지 않겠다고 맹세함으로써 그녀의 존재를 무효화하고 미래와 윌버를 복원한다.
윌버의 시간에서 루이스는 마침내 코닐리어스를 만난다. 코닐리어스는 기억 스캐너가 어떻게 그들의 성공적인 경력을 시작했는지 설명하고 루이스에게 사이언스 페어로 돌아가라고 설득한다. 윌버는 타임머신으로 루이스를 데려가지만, 루이스를 어머니가 그를 고아원에 맡긴 밤으로 데려감으로써 그를 놀라게 한다. 루이스는 어머니와 교류하려 하지만, 결국 미래의 가족에 대한 지식으로 만족하며 단념한다.
자신의 시간으로 돌아온 루이스는 야구장으로 향하여 구브를 깨워 그가 결정적인 캐치를 하도록 시간을 맞추고, 그의 미래를 막는다. 사이언스 페어에서 루이스는 기억 스캐너를 다시 시연하고, 이번에는 성공한다. 그는 사이언스 페어 심사위원 중 한 명이자 인벤코 랩스의 과학자인 루실 크렁클혼 박사와 그녀의 남편 버드 로빈슨에게 입양된다. 버드 로빈슨은 그에게 "코닐리어스"라는 별명을 붙여준다. 미래 가족의 "계속 전진하라"는 신조에 용기를 얻은 루이스는 새로운 부모와 함께 살면서 발명가 경력을 시작한다.

## 목소리 출연
- 조던 프라이
- 대니얼 핸슨
- 톰 셀릭
- 웨슬리 싱어먼
- 매슈 조스턴
- 할런드 윌리엄스
- 니콜 설리번
- 앤절라 배싯
- 애덤 웨스트
- 로리 멧캐프
- 이선 샌들러
- 톰 케니
- 제이미 컬럼
- 폴 부처
- 네이선 그레노
- 조 화이트

## 기타 제작진
- 배역: 젠 루딘

## 시청 등급
- 미국: G
- 대한민국: 전체 관람가